# CA San Telmo
Der Club Atlético San Telmo ist ein argentinischer Sportverein aus Buenos Aires, der hauptsächlich für seine Fußballabteilung bekannt ist. Der Verein wurde 1904 gegründet und wird auch als El Candombero bezeichnet.  

## Geschichte
Der Klub wurde am 5. März 1904 als "San Telmo Football Club" von Francisco Pantarotto gegründet, der auch der erste Präsident des Vereins wurde. Die ersten Vereinsräumlichkeiten befanden sich an der Avenida Paseo Colón in Buenos Aires. San Telmo hatte mehrere Standorte in Puerto Madero, bis der Klub sein erstes Stadion im Stadtteil San Telmo baute, von dem er auch seinen Namen ableitete. Die ersten Trikots waren blau und weiß. Im ersten offiziellen Spiel des Vereins ließ der Regen die blaue Farbe so verblassen, dass sie den weißen Teil der Trikots in einem hellblauen Ton überdeckte. Fortan adoptierte der Verein Blau und Hellblau als offizielle Farben.
1916 trat das Team dem argentinischen Fußballverband bei und gewann das Turnier der Segunda División de Ascenso. In den 1920er Jahren änderte der Klub seinen Namen in "Club Atlético San Telmo", der bis heute besteht. 1926 musste San Telmo aufgrund fehlender Unterlagen nach Isla Maciel im Stadtteil Dock Sud in der Metropolregion Buenos Aires umziehen. Dort eröffnete der Verein drei Jahre später sein eigenes Stadion. Der erste Titel, den San Telmo gewann, war die Primera C im Jahr 1949, doch aufgrund einer Umstrukturierung des argentinischen Ligensystems gelang der Mannschaft der Aufstieg in die höhere Liga nicht. 1975 belegte San Telmo den dritten Platz in der Primera B und qualifizierte sich somit für die Aufstiegs-Playoffs zur Primera División, die schließlich erreicht wurde. Obwohl der Aufstieg in die erste Liga gelang, musste San Telmo in der folgenden Saison wieder absteigen. Dennoch schrieb die Mannschaft, die 1976 in der höchsten Liga spielte, am 25. Mai 1976 ein denkwürdiges Kapitel sein Vereinsgeschichte, als sie die Boca Juniors 3:1 besiegte. Nach vielen Höhen und Tiefen spielt der Verein seit 2015 wieder in der Primera Nacional B.

## Stadion
San Telmo trägt seine Heimspiele im Estadio Osvaldo Baletto, das eine Kapazität von 7500 Zuschauern hat, aus. Das Stadion liegt in der an Buenos Aires angrenzenden Stadt Dock Sud und wurde 1929 erbaut.

## Erfolge
- Primera C Metropolitana: 1949, 1956, 1961, 1994-C, 2015

## Rivalitäten
San Telmo hat eine intensive Rivalität mit Sportivo Dock Sud, die als eines der bedeutendsten Derbys in der Region gilt. Die Stadien beider Teams befinden sich in Dock Sud. Die Spiele zwischen diesen beiden Vereinen ziehen oft große Zuschauerzahlen an und sind von einer besonderen Atmosphäre geprägt.

## Weitere Fußballteams
Neben der Profimannschaft der Herren gibt es eine Frauenmannschaft und eine Jugendfußballschule.

## Weitere Sportarten
Neben Fußball bietet der Verein auch Handball, Hockey, Futsal, Boxen, Jiu Jitsu, Taekwondo und Karate an.